# Démératos de Corinthe
Démératos ou Démérate (en grec ancien Δημάρατος / Démératos) est un Compagnon dans l'armée macédonienne sous les règnes de Philippe II et d'Alexandre le Grand. 

## Biographie
Démératos est un Corinthien, membre éminent du parti pro-macédonien ; il est lié par l'hospitalité à la famille de Philippe. C'est grâce à la médiation de Démératos qu'Alexandre a pu rentrer d'Illyrie à la suite de sa querelle avec son père après que ce dernier ait épousé Cléopâtre. Démératos est certainement présent à Aigai lorsque Philipe est assassiné en 336 av. J.-C.
Il accompagne l'expédition asiatique au titre de Compagnon (hétaire) dans la garde royale (agéma). Il est mentionné comme ayant participé à la bataille du Granique. Il aurait pleuré de joie en voyant Alexandre assis sur le trône de Darius III à Suse. Il est mort peu de temps avant la campagne indienne ; ses restes ont été renvoyés à Corinthe avec les honneurs appropriés.